# 7è districte de Marsella
El 7è districte de Marsella (VIIe arrondissement) és un dels 16 districtes de la ciutat de Marsella, Occitània (estat francès).
Està dividit en 7 barris: Bompard, Endoume, Les Iles (Arxipèlag del Frieu), Lo Faròt (dins del qual el barri marítim dels Catalans), Le Roucas Blanc, Saint-Lambert i Saint-Victor.
Es tracta d'un dels districtes més rics de Marsella, juntament amb els districtes 8è, 9è i 12è. Situat no gaire lluny del centre de la ciutat de Marsella i banyat per la mar Mediterrània a l'oest, limita a l'est amb els districtes 6è i 8è.

7è districte de Marsella.

## Transport
La línia de metro més propera és la línia Vieux Port (Port Vielh, Vell Port). El barri està servit per unes quantes línies d'autobús.

## Principals Monuments
- Abadia de Sant Víctor
- Fort Saint-Nicolas
- El Palau Faròt
- La Vall d'Auffes
- Jaciment arqueològic de l'antiga pedrera grega de La Corderie

## Demografia

### Població dels districtes del 7e districte de Marsella
| barri               | població 1990 | població 1999 | població 2006 |
| ------------------- | ------------- | ------------- | ------------- |
| Bompard             | 4 300         | 4 188         | 4 153         |
| Endoume             | 5 788         | 5 658         | 5 504         |
| Arxipèlag del Frieu | 81            | 95            | 86            |
| Lo Faròt            | 6 373         | 5 929         | 5 914         |
| Le Roucas Blanc     | 4 087         | 4 030         | 3 762         |
| Saint-Lambert       | 9 120         | 9 400         | 9 173         |
| Saint-Victor        | 6 914         | 6 673         | 6 854         |
| Total               | 36 663        | 35 973        | 35 446        |

### Taxa d'atur per districtes el 2006
| Barri           | Població activa | Nombre d'aturats | Taxa d'atur |
| --------------- | --------------- | ---------------- | ----------- |
| Bompard         | 1.892           | 188              | 9,94 %      |
| Endoume         | 2 469           | 194              | 7,84 %      |
| Les Iles        | 28              | 3                | 12,53 %     |
| Lo Farot        | 2 684           | 319              | 11,87 %     |
| Le Roucas-Blanc | 1 561           | 76               | 4,85 %      |
| Saint-Lambert   | 4 414           | 507              | 11,48 %     |
| Saint-Victor    | 3 278           | 504              | 15,38 %     |
| Districte       | 16 325          | 1 790            | 10,96 %     |
| Total Marsella  | 352 855         | 64 330           | 18,23 %     |

## Economia

### Renda de la població i tributació
L'any 2010, la renda imposable mitjana per llar era 27 562 €, que va situar el 7 districte en 5 lloc entre els 16 districtes de Marsella.

## Resultats electorals
| Escrutini                                 | Escrutini                                 | 1a volta | 1a volta | 1a volta | 1a volta | 1a volta | 1a volta | 1a volta | 1a volta | 1a volta | 1a volta | 1a volta | 1a volta | 2a volta | 2a volta | 2a volta | 2a volta | 2a volta | 2a volta |
| Escrutini                                 | Escrutini                                 | 1er      | 1er      | %        | 2n       | 2n       | %        | 3r       | 3r       | %        | 4t       | 4t       | %        | 1r       | 1r       | %        | 2n       | 2n       | %        |
| ----------------------------------------- | ----------------------------------------- | -------- | -------- | -------- | -------- | -------- | -------- | -------- | -------- | -------- | -------- | -------- | -------- | -------- | -------- | -------- | -------- | -------- | -------- |
| Eleccions presidencials franceses de 2017 | Eleccions presidencials franceses de 2017 |          | LR       | 27,50    |          | EM       | 23,67    |          | FN       | 19,17    |          | LFI      | 18,10    |          | EM       | 68,98    |          | FN       | 31,02    |
| Eleccions presidencials franceses de 2022 | Eleccions presidencials franceses de 2022 |          | LREM     | 30,55    |          | LFI      | 22,08    |          | RN       | 17,25    |          | REC      | 12,04    |          | LREM     | 66,12    |          | RN       | 33,88    |
| Legislatives 2022                         |                                           | LE-Nupes | 29,59    |          | LREM-Ens | 26,15    |          | LR       | 15,66    |          | RN       | 15,15    |          | LREM     | 56,56    |          | LE       | 43,44    |          |
| Legislatives 2024                         |                                           | PS-NFP   | 34,60    |          | RN       | 29,61    |          | Ren-Ens  | 25,56    |          | LR       | 6,81     |          | PS       | 58,90    |          | RN       | 41,10    |          |